# Maxime Le Forestier
Maxime Le Forestier, nato Bruno Le Forestier (Parigi, 10 febbraio 1949), è un cantautore francese.

## Biografia
Maxime Le Forestier nacque a Parigi il 10 febbraio 1949, da padre inglese e madre francese.
Inizia a suonare ai tempi del liceo. Le prime esperienze musicali vengono vissute assieme ad una delle sue due sorelle, Caterina, con la quale formò un duo.
Il cantante attore francese di origini italiane Serge Reggiani interpretò nel 1968 un brano di Maxime Le Forestier: Ballade pour un Traître.
Il primo 45 giri di Maxime, dal titolo Cœur de Pierre, Face de Lune et La Petite Fugue, uscì nel 1969.
Il maggior successo di Maxime Le Forestier uscì nel 1971: San Francisco. Venne incluso nel primo album, Mon Frère, del 1972. Nel medesimo album sono contenuti altri brani divenuti dei classici della musica leggera francese: Mon frère, San Francisco, Comme un Arbre e Education Sentimentale.
Nel 1973 uscì l'album La Steak. Nello stesso anno venne registrato un live nel corso di un concerto tenuto a Parigi, al celebre teatro Olympia.
Nel 1979 uscì il primo di una serie di album di brani di Georges Brassens.
Nel 1980 realizzò un tour con il cantautore neozelandese Graeme Allwright e con la sorella Catherine. I ricavi del tour furono destinati all'associazione Partage, che si occupa della cura dei bambini del Terzo Mondo. Il concerto tenuto al Palais des Sports di Parigi venne registrato in un album live.
Seguirono anni non ricchi di successi, in cui Maxime compose anche per il cantante francese Julien Clerc.
Il successo tornò nel 1987, con il brano Né Quelque Part.
Nel 1996, vinse la competizione canora Victoires de la Musique con l'album Passer ma route.
Maxime Le Forestier ha sostenuto la causa di diverse associazioni benefiche, che operano nell'assistenza ai bambini. Politicamente, è un simpatizzante del Partito Socialista.

## Discografia

### Album
- 1972 Mon Frère Polydor n° 2473.030
- 1973 Le Steak
- 1975 Saltimbanque
- 1976 Hymne à sept temps
- 1978 Maxime Le Forestier n° 5
- 1980 Les Rendez-vous manqués
- 1981 Dans ces histoires...
- 1983 Les Jours meilleurs
- 1986 After Shave
- 1988 Né quelque part
- 1991 Sagesse du fou
- 1995 Passer ma route
- 2000 L'écho des étoiles realizzato da Jean-Félix Lalanne
- 2008 Restons amants

### Live
- 1974 Olympia 73
- 1980 Graeme Allwright et Maxime Le Forestier enregistement au Palais des Sports
- 1989 Bataclan 1989
- 1996 Chienne de route
- 2002 Plutôt guitare realizzato da Jean-Félix Lalanne
- 2009 Casino de printemps

### Omaggio a Brassens
Maxime Le Forestier ha reinterpretato integralmente l'opera di Georges Brassens, pubblicandola in 5 album ed in una versione integrale:
- 1979 Maxime Le Forestier chante Brassens
- 1996 Petits bonheurs posthumes (12 nouvelles chansons de Brassens)
- 1998 Le Cahier récré (17 chansons de Brassens à l'usage des garnements)
- 1998 Le Cahier (40 chansons de Brassens en public)
- 1998 Le Cahier (84 chansons de Brassens en public)
- 2005 Le Forestier chante Brassens (integrale)
- 2006 Le Forestier chante Brassens (2° volume)

### Raccolte
- 1987 Collection «Master Série Collection»
- 1989 Le Forestier (Master Série)
- 1997 Essentielles
- 2004 Longbox
- 2008 Les 50 meilleures chansons

### Singoli
- 1972: Mon Frère, San Francisco, Education sentimentale, Parachutiste, Comme un arbre
- 1973: Dialogue
- 1975: Saltimbanque
- 1978: Je veux quitter ce monde heureux
- 1980: Approximative
- 1983: Les Jours Meilleurs, La Salle des pas perdus
- 1987: Né quelque part, Ambalaba
- 1991: Bille de verre
- 1994: Passer ma route, Chienne d'idée
- 2000: L'Homme aux bouquet de fleurs
- 2008: Restons amants, Grain d'sel

## Curiosità
- Maxime Le Forestier ha effettuato il servizio militare presso il 13º Reggimento Dragoni Paracadutisti. Ciò gli ispirò la canzone Parachutiste, il cui testo venne censurato: fu l'unica canzone il cui testo non venne stampato sulla copertina dell'album.

## Premi
- 1988: premio Victoire de la Musique, categoria canzone originale dell'anno per Né quelque part
- 1996: premio Victoire de la Musique, categoria interprete maschile dell'anno